# هجرة غير شرعية

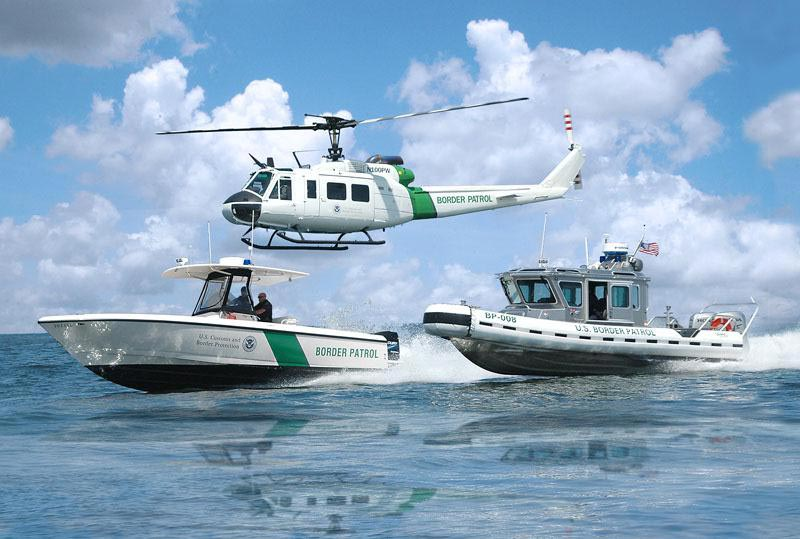
حرس الحدود في الولايات المتحدة الأمريكية للحد من ظاهرة الهجرة غير الشرعية

الهجرة غير المشروعة أو غير النظامية، أو غير الشرعية أو السرية هي الرحيل من بلد إلى آخر بشكل يخرق القوانين المراعية في البلد المقصود، بحيث يتم دخول البلاد دون تأشيرة الدخول.
ينتمي أغلب المهاجرين غير الشرعيين إلى بلدان العالم الثالث، الذين يحاولون الهجرة إلى البلدان المتقدمة مثل الولايات المتحدة ودول الاتحاد الأوروبي 
قد يواجه طالبو اللجوء الذين رُفضوا حق اللجوء عائق الترحيل إذا رفض البلد الأصلي استقبالهم أو إذا ظهرت أدلة جديدة على اللجوء بعد القرار. في بعض الحالات، يعتبر هؤلاء الأشخاص أجانب غير قانونيين، وفي حالات أخرى، قد يحصلون على تصريح إقامة مؤقتة، بموجب مبدأ عدم الإعادة القسرية في الاتفاقية الدولية الخاصة بوضع اللاجئين. أشارت المحكمة الأوروبية لحقوق الإنسان، بموجب الاتفاقية الأوروبية لحقوق الإنسان، في عدد من الأحكام الإرشادية إلى وجود عوائق تمنع الترحيل إلى بلدان معينة، بسبب التعرض لخطر التعذيب مثلًا.

## آثار الهجرة غير الشرعية

### الاقتصاد وسوق العمل
لا توجد الكثير من الأبحاث حول الآثار الاقتصادية للهجرة غير الشرعية، لكن الدراسات الحالية تشير إلى أن الآثار قد تكون إيجابية بالنسبة للسكان الأصليين، وللخزائن العامة. أظهرت إحدى الدراسات التي أجريت عام 2015 أن «زيادة معدلات الترحيل وتشديد الرقابة على الحدود تؤدي إلى إضعاف أسواق العمال منخفضي المهارة، وزيادة بطالة العمال المحليين ذوي المهارات المتدنية. على العكس، يقلل تشريع الهجرة من معدل بطالة المواطنين ذوي المهارات المنخفضة ويزيد من دخل المواطن». ذلك لأن وجود المهاجرين غير الشرعيين يقلل من تكاليف العمالة لأصحاب العمل، ويوفر لهم إمكانية خلق المزيد من فرص العمل.

## أسباب الهجرة غير الشرعية

### الفقر
لا يعد المهاجرون غير الشرعيين فقراء بمعايير بلدانهم الأصلية. قد تفتقر الطبقات الأكثر فقرًا في البلدان النامية إلى الموارد اللازمة لشن محاولة للهجرة غير الشرعية، أو إلى الروابط مع الأصدقاء أو العائلة الموجودة بالفعل في البلد المقصد. أظهرت الدراسات التي أجراها مركز بيو الهسباني أن مستويات التعليم والأجور للمهاجرين المكسيكيين غير الشرعيين في الولايات المتحدة تقترب من المتوسط بالنسبة للمكسيك وأنها ليست مؤشرًا مناسبًا لاختيار الشخص للهجرة.

### الانفجار السكاني
يؤدي النمو السكاني الذي يتجاوز القدرة الاستيعابية للمنطقة أو البيئة إلى الانفجار السكاني. ذكرت فيرجينيا أبرنيثي أن الهجرة توفر «صمام تنفيس» للانفجار السكاني وتنقل هذا الانفجار إلى مكان أو بلد آخر. يعتبر الانفجار السكاني وعواقبه مشكلة أكبر في البلدان النامية.

### لم شمل الأسرة
يسعى بعض المهاجرين غير الشرعيين للعيش مع أحبتهم الذين يعيشون في بلد لا يُسمح لهم بدخوله، مثل الزوج/الزوجة أو غيرهم من أفراد الأسرة.
تعد هجرة أسرة الفرد أو أن يكون الفرد من مجتمع به العديد من المهاجرين مؤشرًا أفضل بكثير على اختيار الهجرة من الفقر. يمكن التقدم بطلب للحصول على تأشيرات لم شمل الأسرة من قبل المقيمين الشرعيين أو المواطنين المجنّسين لإحضار أفراد أسرهم إلى دولة الوجهة بشكل شرعي، ولكن قد تكون هذه التأشيرات محدودة العدد وخاضعة لحصص سنوية. قد يدفع ذلك أفراد الأسرة للهجرة غير الشرعية من أجل لم الشمل. أثناء دراسة أنماط الهجرة المكسيكية، وجد دوغلاس ماسي أن احتمالية هجرة مواطن مكسيكي بشكل غير شرعي إلى الولايات المتحدة تزداد بشكل كبير إذا كان لديه فرد أو أكثر من أفراد أسرته يقيمون بالفعل في الولايات المتحدة، سواء بشكل شرعي أو غير شرعي.

### اللجوء
قد يكون الدخول غير المصرح به إلى بلد آخر بسبب الحاجة إلى الهروب من الحرب الأهلية أو القمع السياسي في البلد الأصلي. مع ذلك، لا يعد الشخص الذي يفر من مثل هذا الموقف في معظم البلدان مهاجرًا غير شرعي تحت أي ظرف من الظروف. إذا تقدم ضحايا التهجير القسري بطلب لجوء في البلد الذي هربوا إليه وتم منحهم وضع لاجئ، فيحق لهم البقاء بشكل دائم. إذا لم يتم منح طالبي اللجوء نوعًا من الحماية القانونية، قد يضطرون إلى مغادرة البلاد، أو البقاء كمهاجرين غير شرعيين.
وفقًا لاتفاقية اللاجئين لعام 1951، يجب إعفاء اللاجئين من قوانين الهجرة ويجب أن يتلقوا الحماية من الدولة التي دخلوا إليها. مع ذلك، الأمر متروك للدول المعنية لتقرير ما إذا كان مهاجر معين يُعتبر لاجئ أم لا، وما إذا كان سيخضع لضوابط الهجرة. بالإضافة ذلك، غالبًا ما تعتبر الدول التي لم توقع على اتفاقية اللاجئين لعام 1951 أو لا تحاول اتباع إرشاداتها اللاجئين وطالبي اللجوء مهاجرين غير شرعيين.

### الحرمان من الجنسية
في قصة إخبارية في عام 2012، أفادت منظمة كومن سينس ميديا، «أن عرق روهينغيا المقدر عددهم بـ750,000، وهم من أكثر الأقليات بؤسًا واضطهادًا في العالم، مستاؤون بشدة من الغياب شبه الكامل لحقوقهم المدنية في ميانمار. في عام 1982، جرد المجلس العسكري شعب روهينغيا من الجنسية الميانمارية، وصنفهم كمهاجرين غير شرعيين وجعلهم عديمي الجنسية».

### التعليم
تريد العائلات أن تضمن حياةً أفضل مليئة بالنجاح لأطفالها. يتحدث مقال «تعلم أن تكون غير شرعي»، عن الأمان الذي يتمتع به الأطفال في التعليم من رياض الأطفال وحتى الصف الثاني عشر. يُضمن للأطفال التعلم في بيئة آمنة.

## المشاكل التي يواجهها المهاجرون غير الشرعيين
بالإضافة إلى احتمال اعتراضهم وترحيلهم، يواجه المهاجرون غير الشرعيين أيضًا مشاكل أخرى.

### عدم إمكانية الوصول إلى الخدمات
عادةً ما يُحرم المهاجرون غير الشرعيين من إمكانية الوصول إلى نظم الصحة العامة والسكن المناسب والتعليم والبنوك أو تكون إمكانية وصولهم إليها محدودة للغاية. يزيف بعض المهاجرين وثائق الهوية للوصول إليها.

### العبودية
تقدر الأبحاث في جامعة ولاية سان دييغو أن هناك 2.4 مليون ضحية للاتجار بالبشر بين المهاجرين المكسيكيين غير الشرعيين في الولايات المتحدة. يتم تهريب بعض العمال إلى الولايات المتحدة وكندا عن طريق المتاجرين بالبشر.

### الخطف والفدية
في بعض المناطق، يتم أحيانًا اختطاف الأشخاص وهم في طريقهم إلى البلد الوجهة، من أجل الحصول على فدية مثلًا. في بعض الحالات، يتعرضون أيضًا للتعذيب والاغتصاب والقتل إذا لم تصل الفدية المطلوبة. من الأمثلة على ذلك المهاجرون الإريتريون الذين كانوا في طريقهم إلى إسرائيل. قُبض على عدد كبير منهم في شمال سيناء (مصر) وشرق السودان واحتجزوا في المباني بشمال سيناء.

### الإصابة والمرض
يعد البحث عن عمل أمرًا أساسيًا للهجرة الدولية غير الشرعية. وفقًا لبيانات من مكتب الإحصاء الأمريكي، غالبًا ما يعمل المهاجرون غير الشرعيين في الولايات المتحدة في مجالات خطرة مثل الزراعة والبناء. تشير دراسة حديثة إلى أن شبكة العواقب الناتجة عن وضع المهاجرين غير الشرعيين تحد من قدرة العمال غير الشرعيين على العمل بأمان. بالإضافة إلى الخطر الجسدي في بيئة العمل، غالبًا ما يستلزم اختيار الهجرة بهدف العمل اتباع نمط الحياة المرتبط بالعمل والذي يؤثر على الصحة البدنية والعقلية والاجتماعية للمهاجرين وأسرهم.

## الهجرة غير الشرعية من المكسيك إلى الولايات المتحدة
يبلغ طول الحدود بين الولايات المتحدة الأمريكية والمكسيك 3169 كم وتعتبر الحدود الأطول في العالم بين دولتين على مدى عشرات السنين الماضية، تسجل هذه الحدود قصص المآسي للفقراء المكسيكيين الهاربين من الفقر والحالمين بالعيش في العالم الجديد الثري، الحكومة الأمريكية تنفق مليارات الدولارات سنويا لحماية حدودها من تدفق الجياع . وأيضا من تدفق المخدرات الأسلحة، ويبلغ عدد حرس الحدود الأمريكية مع المكسيك 17000 عنصر. ولاتقتصر حماية هذه الحدود الشاسعة على الحرس الوطني الأمريكي الرسمي بل يوجد متطوعون من المواطنين الأمريكيين يشاركون في حماية حدود بلادهم لاعتقادهم أن الهجرة غير الشرعية تضر بالاقتصاد الأمريكي وتقلل من فرص عمل المواطنين الأمريكيين، بالإضافة إلى خطر المهاجرين على الأمن الداخلي وتزايد أعداد عصابات السرقة والسطو وتسجل سنويا تقريبا نصف مليون حالة هجرة غير شرعية من المكسيك إلى أمريكا. كثير من المهاجرين والذين لايملكون الأموال لدفعها لعصابات التهريب يبدأون رحلتهم سيرا على الأقدام وفي الغالب يقعون في قبضة حرس الحدود. أو الموت على قارعة الطريق بسبب العطش والإرهاق وقد وجدت الكثير من القبور على الحدود لأناس دفنهم أصحابهم الذين حالفهم الحظ بالدخول للأراضي الأمريكية.
أخذت هجرة العمالة من دول أمريكا اللاتينية للعمل بالخارج شكل الظاهرة، خلال الحقبة التي بدأت منذ منتصف الخمسينيات واستمرت حتى الآن، وقد احتوت تلك الظاهرة المميزة مختلف أنواع العمالة في هذه الدول، سواء من العمال الحرفيين أو خريجي الجامعات أو أساتذة الجامعات والعلميين بمختلف التخصصات وبالرغم من اختلاف دوافع الهجرة وأسبابها من فئة إلى أخرى، فإننا نستطيع تأكيد أن العامل الاقتصادي والدخل المرتفع الذي تحصل عليه العمالة المهاجرة من دول أمريكا اللاتينية يعتبر من أهم عوامل الجذب للسفر إلى الخارج ومما لاشك فيه أن الآثار الناجمة عن الهجرة كان لها دور كبير في تغيير بنيان مجتمعات أمريكا اللاتينية وإدخال بعض القيم الجديدة عليه، سواء من الناحية الاقتصادية أو الاجتماعية من خلال عودة المهاجرين بما حدث لهم من طفرة مادية كبيرة واندماجهم في شرائح مجتمعاتهم. ويتميز تاريخ منطقة أمريكا اللاتينية بالتأثير البارز لتيارات الهجرة الوافدة من خارج القارة على التركيبة السكانية على مدى القرون الخمسة الماضية وكان المستعمرون أول من وصلوا إلى أمريكا اللاتينية واستقروا فيها، ثم جاءت من بعدها الهجرة القسرية للأفارقة، ثم أخيرا هجرة الأوروبيين والآسيويين في القرن التاسع عشر وأوائل القرن العشرين وعلى مدى الستين عاما الماضية، تحولت أمريكا اللاتينية من منطقة للهجرة الوافدة إلى منطقة للهجرة النازحة، حين شهدت موجات وتحركات للهجرة داخل المنطقة أو صوب دول العالم المتقدمة، ولاسيما الولايات المتحدة .
. وطبقا لتقديرات الأمم المتحدة في عام 2005، يمثل المهاجرون من أمريكا اللاتينية في الدول الأخرى للأمريكيتين نحو 2.7% من إجمالي عدد سكان أمريكا اللاتينية، كما يمثلون 12.7% من جميع المهاجرين على مستوى العالم.
كما أن الحقائق تؤكد أن مجموعات المهاجرين الذين يحاولون دخول أمريكا سواء كانوا قادمين من المكسيك نفسها أو من غيرها من الدول اللاتينية يسعون إلى مجرد الحصول على فرص أفضل للعمل والحياة كما أن هذه الفئة من المهاجرين ساهمت بشكل يصعب إغفاله في دفع عجلة الاقتصاد الأمريكي وتولي الوظائف التي يأنف الأمريكيون من القيام بها وفي الوقت نفسه تعد تحويلاتهم السنوية بمثابة أحد مصادر الدعم الرئيسية للاقتصاد المكسيكي.

## أسباب الهجرة
وقد جاءت هذه الهجرات نتيجة مجموعة من العوامل المتنوعة:
- 1- رسم وتحديد الحدود السياسية بين دول المنطقة بعد خوضها لحروب استقلال طويلة، أسفرت عن شطر المجتمعات ذات الهوية المشتركة وتوزيعها في أكثر من دولة، وبالتالى فإن بعض هذه المجتمعات تمتع بوفرة في الأراضى وانخفاض في الكثافة السكنية وقلة الأيدى العاملة، مما جعلها مقصدا للعديد من موجات الهجرة من الدول المجاورة، والتي سهلت عبور الحدود بلا مشقة أو صعوبة كبيرة وفي هذا الإطار، تعد الأرجنتين من مناطق الاستقبال الرئيسية للمهاجرين من الدول الملاصقة لها والتي استهدفت في البداية المناطق الحدودية، وسرعان ما تخللت موجات الهجرة إلى المناطق الحضرية في الأرجنتين، خاصة بوينس أيرس، التي كانت مركزا ومحورا للتنمية الصناعية والخدمات وانضمت فنزويلا وكوستاريكا والمكسيك إلى الأرجنتين من حيث استقبال موجات المهاجرين من الدول المجاورة والعابرة للحدود، حيث تستقبل فنزويلا موجات من المهاجرين من دولة كولومبيا الملاصقة لها، وأهالى نيكاراجوا في حالة كوستاريكا، وأهالى جواتيمالا بالنسبة للمكسيك.
- 2- أزمات النفط في السبعينيات من القرن العشرين وأوائل القرن الحادى والعشرين، حيث شهدت هذه الفترات ارتفاعا متواصلا في أسعار النفط، والتي أسفرت عن حدوث اختلالات وتفاوتات إضافية بين دول أمريكا اللاتينية من حيث معدلات النمو الاقتصادى، حيث تمتعت الدول المنتجة للنفط مثل: المكسيك وفنزويلا وكوستاريكا، نتيجة ارتفاع أسعار النفط، بازدهار اقتصادى أتاح لها زيادة استثماراتها في مشروعات البنية الأساسية من مرافق وخدمات وكذلك المشروعات الصناعية، مما استدعى جذب المهنيين والفنيين وأعداد أخرى من العمالة غير المحترفة للعمل في هذه المشروعات، ومنحهم رواتب مجزية تضارع بل وتفوق أحيانا كثيرة الرواتب والأجور التي يعرضها أصحاب الأعمال في الدول المتقدمة مثل كندا والولايات المتحدة وعدد من الدول الأوروبية وفي المقابل تكبدت الدول المستهلكة للنفط دفع مبالغ هائلة لتدبير احتياجاتها من النفط، مما انعكس سلبيا في تقليصها للإنفاق على المشروعات الاقتصادية المخطط تنفيذها، ووقف تنفيذ العديد من المشروعات التي كان يجرى العمل فيها، مما أدى إلى انضمام الآلاف من العمال إلى طابور العاطلين عن العمل، والبحث عن فرصة عمل في الدول النفطية المجاورة.
- 3-	استيلاء العسكريين على الحكم، حيث منيت دول الأرجنتين وشيلى وأوروجواى في عقد السبعينيات من القرن العشرين بأزمات سياسية واقتصادية أدت إلى استيلاء العسكريين على الحكم، وتبنيهم لسياسات الاستبداد والتسلط في مواجهة المعارضة وتصفية رموزها جسديا، علاوة على توجيه الاقتصاد لخدمة المؤسسة العسكرية وتوزيع عوائد التنمية على النخبة العسكرية وحرمان غالبية المواطنين منها، مما دفعهم إلى الهجرة إلى دول مجاورة مثل المكسيك وفنزويلا وكوستاريكا، أو إلى أوروبا واستراليا والولايات المتحدة وكندا، والتي شهدت موجات هجرة مكثفة إليها في عقد الثمانينيات، الذي وصفته اللجنة الاقتصادية لأمريكا اللاتينية والكاريبى بأنه ـ العقد المفقود للتنمية ـ، نظرا لتجميد مشروعات التنمية الاقتصادية في الدول الطاردة للعمالة.
- 4-	تطبيق عدد من دول المنطقة لبرامج الإصلاح الاقتصادى، التي ارتكزت على تخلى الدولة عن إدارة المشروعات والصناعات وبيعها للمستثمرين ورجال الأعمال، الذين اتجهوا إلى التخلص من آلاف العمال والفنيين في إطار عملياتهم لإعادة هيكلة هذه المشروعات اقتصاديا وماليا، وتوقف الدولة عن القيام بمشروعات أو صناعات جديدة لامتصاص فائض العمالة لديها، علاوة على تخلى الدولة عن إدارة مشروعات بعض المرافق العامة والبنية الأساسية مثل: الاتصالات والطرق والرعاية الصحية والإسكان والتعمير وهي المشروعات ذات الاستخدام الكثيف للعمالة، وتسليمها للقطاع الخاص الذي اتجه للتخلص من العمالة الزائدة بهذه المشروعات باعتبارها السبيل الوحيد أمامها لخفض نفقات التشغيل، خاصة مع رفض الدول لزيادة أسعار الخدمات التي تقدمها هذه المشروعات.

## اقرأ أيضاً
- تسوق اللجوء
- نوال الصوفي
- أزمة المهاجرين إلى أوروبا